# Arslantepe

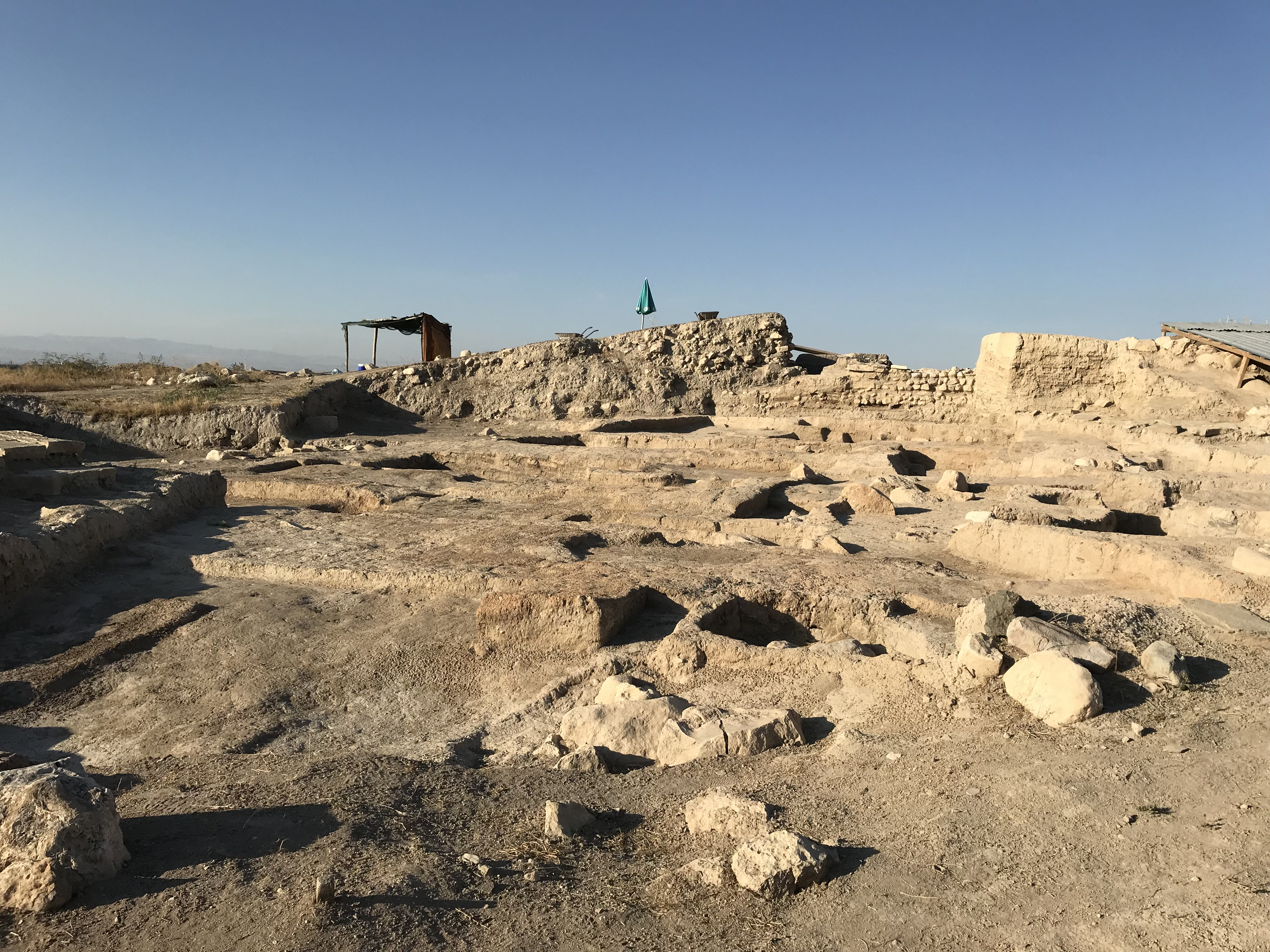

Arslantepe (Nederlands: heuvel van de leeuw) is een 30 meter hoge tell of kunstmatige heuvel en archeologische vindplaats in Oost-Anatolië, in Turkije, in de vlakte en aan de buitenwijken van Malatya, 12 km ten zuidwesten van de rivier de Eufraat. Langs de site stroomt de Tohma, een zijrivier van de Eufraat die ontspringt in de Taurus. De plaats werd naast Arslantepe ook in de recentere geschiedenis aangeduid als Melid. 
Archeologisch bewijsmateriaal uit de site getuigt van bewoning vanaf ten minste het 6e millennium v. Chr. tot de late Romeinse periode. De site werd op 26 juli 2021 tijdens de 44e sessie van het Werelderfgoedcomité van UNESCO erkend als werelderfgoed en als cultureel erfgoed onder de naam "Tell van Arslantepe" ingeschreven op de werelderfgoedlijst, zeven jaar nadat deze in 2014 als tentatieve werelderfgoedsite was voorgedragen.

## Historie van het archeologisch onderzoek
De site is bekend sinds het einde van de 19e eeuw. In 1895 publiceerde David Hogarth een bas-reliëf van een leeuwenjacht van "Arslan Tepe" die in mei 1894 was ontdekt door een inwoner van het nabijgelegen dorp tijdens het zoeken naar bouwstenen. Drie foto's van in Malatya ontdekte bas-reliëfs werden door R. P. Ronzevalle, professor aan de Sint-Jozefsuniversiteit van Beiroet, in 1907 doorgegeven aan de Académie des inscriptions en gepubliceerd in 1909. Van 1930 tot 1939 werd de locatie opgegraven door een Frans team onder leiding van Louis Joseph Delaporte, die voornamelijk neo-Hettitische niveaus ontruimde. Na de Tweede Wereldoorlog werden de opgravingen hervat onder leiding van Claude Schaeffer, van 1947 tot 1951. Tien jaar na het vertrek van de Fransen heropenden en ontgonnen Italiaanse archeologen onder leiding van Piero Meriggi en S. Puglisi de site en richtten zich uiteindelijk op de niveaus van het vierde millennium voor Christus, die onverwachte ontdekkingen opleverden. Later werd de site opgegraven door Marcella Frangipane.

## Vondsten
De oudste opgegraven lagen, van de Vroege Urukperiode, worden gekenmerkt door adobe-huizen uit de eerste helft van het 4e millennium v. Chr. De meest prominente en bloeiende periode van de site was in de Laat-Chalcolithische periode, waarin het zogenaamde paleizencomplex werd gebouwd. Het grote bouwwerk voorzien van wanddecoraties had een onduidelijke functie. Uit dezelfde periode dateert een site, Degirmentepe, 24 km ten noordoosten van Arslantepe. Daar zijn de oudste sporen gevonden van een locatie voor kopersmelting, op een kleine natuurlijke uitloper in de vloedvlakte ongeveer 40m van de bedding van de Eufraat.
Aanzienlijk bewijsmateriaal getuigt ook van de Vroege Bronstijd, het duidelijkst geïdentificeerd door het complex van wat aangeduid wordt als het Koninklijke Graf, met artefacten van de Koera-Araxescultuur en dus afkomstig uit de Zuidelijke Kaukasus, mogelijk het graf van een veroverend buitenlands heerser die Arslantepe op dat moment zou hebben ingenomen. 
De archeologische stratigrafie strekt zich vervolgens uit tot de Paleo-Assyrische en Hettitische perioden. De site illustreert de processen die hebben geleid tot de staatsvorming in het Nabije Oosten met een verfijnd bureaucratisch systeem en een schrift. Op de vindplaats zijn uitzonderlijke metalen voorwerpen en wapens opgegraven, waaronder de vroegste zwaarden die tot dusver in de wereld bekend zijn, hetgeen wijst op de ontwikkeling van een georganiseerde vorm van strijd. Dit gold als voorrecht van een elite, die de wapens tentoonstelde als instrumenten van hun nieuwe politieke macht.
In de IJzertijd (eerste helft van het eerste millennium voor Christus) is het het centrum van de voormalige locatie van dezelfde stad, toen Melid genoemd, die initieel onderdeel uitmaakte en in het noorden lag van een Neo-Hettitisch koninkrijk met Karkemish als hoofdstad, maar later als stad en gelijknamige staat een van de Neo-Hettitische vorstendommen werd.